# Ed Delahanty
Edward James „Ed“ Delahanty, Spitzname Big Ed, (* 30. Oktober 1867 in Cleveland, Ohio; † 2. Juli 1903 in Niagara Falls, Ontario) war ein US-amerikanischer Baseballspieler in der Major League Baseball (MLB) auf der Position des Left Fielders, der zum Teil auch im Infield zum Einsatz kam. Während seiner 16 Jahre andauernden Profikarriere spielte er 13 Jahre für die Philadelphia Phillies. Nachdem er betrunken aus einem Zug aussteigen musste, ertrank Delahanty im Niagara River oder den Niagarafällen. Er war der erste Spieler in der MLB, der dreimal einen Schlagdurchschnitt von über ,400 hatte. 1945 wurde er vom Veterans Committee in die Baseball Hall of Fame aufgenommen.
Seine Brüder Frank, Jim, Joe und Tom spielten ebenfalls in der MLB.

## Biografie

### Frühes Leben
Delahanty wurde als Sohn der irischen Einwanderer James (1842–1919) und Bridget Delahanty (1849–1926, geborene Croke) geboren. Er besuchte die Central High School in Cleveland und das St. Joseph’s College. Seine Karriere begann 1887, als er für Mansfield in der Ohio State League spielte. Im selben Jahr wechselte er zu dem Baseballteam aus Wheeling. Diese verkauften Delahanty, der in 21 Spielen für Wheeling einen Schlagdurchschnitt von ,412 geschlagen hat, noch 1887 für 1.900 US-Dollar an die Philadelphia Phillies.

### MLB-Karriere
Delahanty gab sein MLB-Debüt am 22. Mai 1888 als Ersatz für Charlie Ferguson auf der Position des Second Basemans und machte 74 Spiele für die Phillies in der National League. Nach zwei Jahren in Philadelphia wechselte er in die kurzlebige Players League zu den Cleveland Infants und lief 115 Mal für die Clevelander auf. Die 1890 gegründete Players League wurde im selben Jahr wieder aufgelöst und Delahanty wechselte 1891 zu den Philadelphia Phillies zurück. In einem Spiel der Saison 1892 brach Delahanty den Knöchel des Third Basemans George Pinkney von den St. Louis Browns, weil dieser dachte Delahanty würde bunten und auf dem Weg Richtung Home Plate war. Delahanty jedoch schlug den Ball und traf Pinkneys Knöchel. Er beendete die Saison mit einem Schlagdurchschnitt von ,306, 6 Home Runs und 91 Runs Batted In (RBI) in 123 Spielen.
1893 verbesserte Delahanty seinen Schlagdurchschnitt auf ,368, schlug 19 Home Runs und 146 RBI. Er verpasste damit knapp den Gewinn der Triple Crown, weil seine Teamkollegen Billy Hamilton und Sam Thompson die Liga mit einem Schlagdurchschnitt von ,380 beziehungsweise ,370 anführten. Es folgten für Delahanty sehr offensivstarke Jahre. 1894 und 1895 hatte Delahanty einen Schlagdurchschnitt von ,405 und ,404. Am 13. Juli 1896 war er der zweite Spieler in der MLB, der vier Home Runs in einem Spiel schlug. 1899 hatte er einen Schlagdurchschnitt von ,410 in 146 Spielen und war damit der erste Spieler in der MLB, der drei mal über ,400 schlug.
1902 wechselte Delahanty in die American League zu den Washington Senators und führte am Ende der Saison die Liga mit einem Schlagdurchschnitt von ,376 an. Das letzte Spiel seiner Karriere bestritt er für die Senators am 25. Juni 1903.

### Tod
Delahanty stürzte am 2. Juli 1903 auf dem Weg Richtung Buffalo von der International Railway Bridge, welche Fort Erie und Buffalo verbindet, in den Niagara River, nachdem er in der Nähe von Fort Erie betrunken einen Zug verlassen musste. Einige Tage später wurde sein Leichnam stromabwärts am kanadischen Ufer entdeckt.
1945 wurde er vom Veterans Committee in die Baseball Hall of Fame aufgenommen.